# Actitud positiva

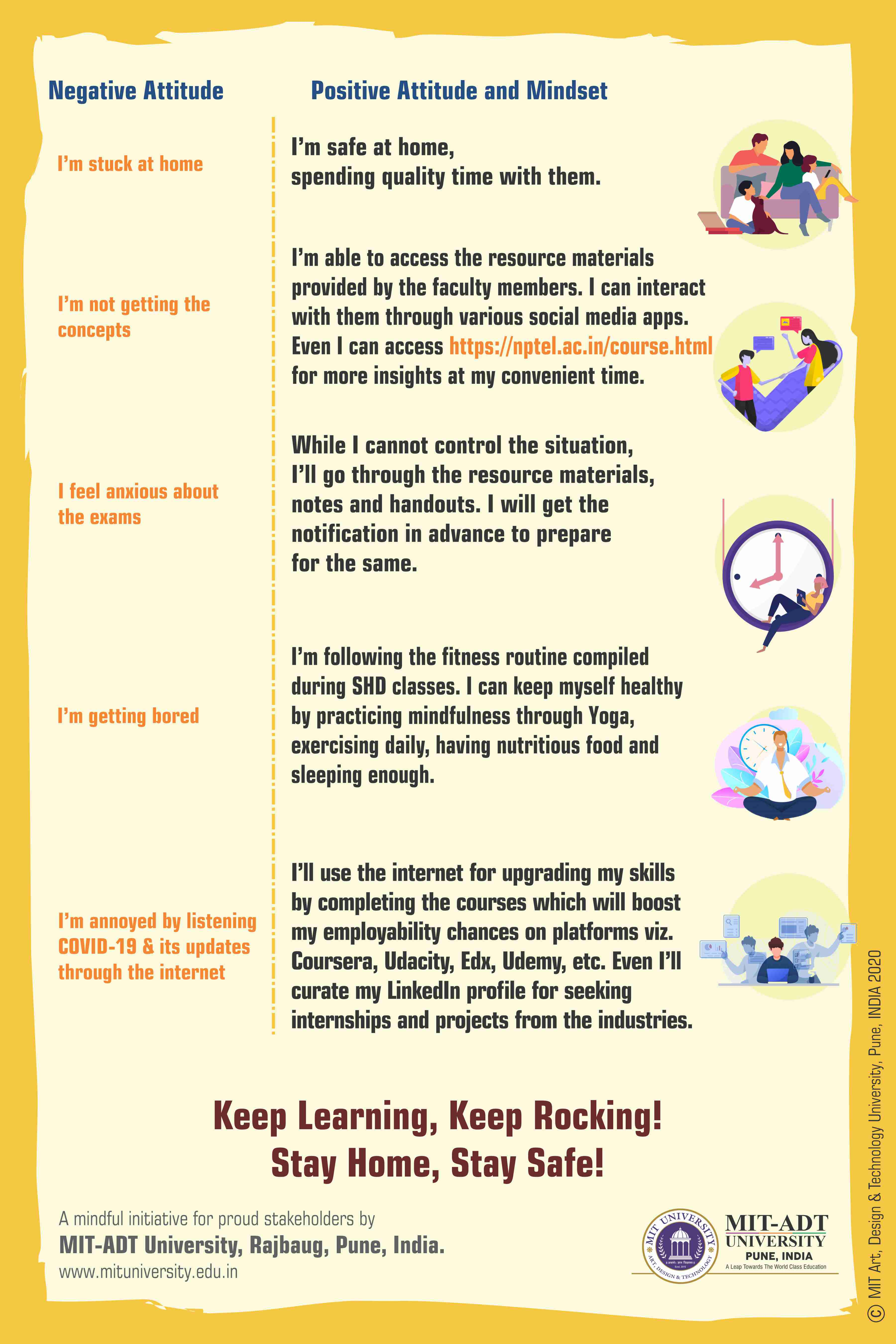
Cartel que compara las posibles actitudes negativa y positiva durante la pandemia de covid-19.

La actitud positiva (en inglés positive mental attitude, PMA) es un concepto introducido por primera vez en 1937 por Napoleon Hill en el libro Piense y hágase rico. En realidad, el libro nunca utiliza el término, pero analiza la importancia del pensamiento positivo como factor que contribuye al éxito.Napoleon (sin tilde, porque es el nombre de pila de este señor; Napoleón Bonaparte sí se escribe con tilde), quien junto con W. Clement Stone, fundador de Combined Insurance, escribió más tarde El éxito a través de una actitud mental positiva, define la actitud positiva como la que comprende las características "plus" representadas por palabras como fe, integridad, esperanza, optimismo, coraje e iniciativa, generosidad, tolerancia, tacto, amabilidad y buen sentido común (en general se habla de "sentido común" a secas, sobreentendiéndose que es bueno).
En español se habla de "actitud positiva" (10 500 000 resultados en Google el 5 de agosto de 2024 más que de "actitud mental positiva" (solo 198 000 resultados). 
La actitud positiva es el planteamiento de que tener una disposición optimista en cada situación de la vida atrae cambios positivos y aumenta los logros.Sus partidarios pretenden y fomentan un estado mental que sigue buscando, encontrando y ejecutando formas de llegar un resultado deseable, independientemente de las circunstancias. Este concepto es lo opuesto a la negatividad, el derrotismo y la desesperanza. El optimismo y la esperanza son vitales para el desarrollo de la actitud positiva.
La actitud positiva es el planteamiento de encontrar mayor alegría en las pequeñas alegrías, de vivir sin dudar ni reprimir nuestras virtudes y valores personales más preciados y elevados. La investigación empírica sugiere que las personas que realizan un soliloquio positivo y conscientemente centrado tienden a exhibir un mayor autocontrol y resiliencia, lo cual es crucial para el crecimiento personal y el desarrollo profesional. Destacan la importancia de la autorregulación y la atención plena (mindfulness) para fomentar una actitud positiva.
Además, las investigaciones sobre estrategias de liderazgo sugieren que una actitud positiva, caracterizada por un enfoque proactivo ante los desafíos personales y organizacionales, mejora significativamente la eficacia del liderazgo.

## Psicología
La actitud positiva se considera encuadrada en la psicología positiva. En esta psicología una alta autoeficacia (confianza en la propia capacidad) puede ayudar a adquirir un optimismo aprendido que, en última instancia, conduce a una actitud positiva. Esta actitud se considera un centro de control interno que influye en factores externos. La investigación han demostrado que, a través del entrenamiento en inteligencia emocional y la terapia de psicología positiva, las actitudes y percepciones de una persona pueden modificarse para mejorar su vida personal y profesional.

## Deportes
Un estudio de los jugadores de las Grandes Ligas de Béisbol indicó que un componente clave que separa a los jugadores de las ligas mayores de las ligas menores y de todos los demás niveles es su capacidad para desarrollar características y habilidades mentales. Entre ellos se encontraban la fortaleza mental, la confianza, mantener una actitud positiva, lidiar con el fracaso, las expectativas y el diálogo interno positivo.

## Salud
En los EE. UU. y culturas similares, a las personas enfermas sus amigos, con la mejor intención, las alientan habitualmente a mantener una actitud positiva. Sin embargo, aunque una actitud positiva confiere algunas ventajas inmediatas y resulta más cómoda para otras personas, no se traduce en mayores posibilidades de curación ni en tiempos de supervivencia más prolongados.
Un estudio realizado con personas portadoras del virus del sida (VIH) encontró que una alta autoeficacia en salud, una estrategia de afrontamiento orientada a las tareas y una actitud positiva eran fuertes predictores de un estilo de vida que promovía la salud y que tuvo un efecto significativo en la salud general y en la supervivencia.

## Críticas
Se ha criticado a la actitud positiva por aumentar la infelicidad de personas de naturaleza triste o pesimista, por la falta de evidencia científica de sus ventajas y por la escasa robustez científica de algunos de sus experimentos.